# Карраха
Карраха (Керраха; англ. Curraha; ирл. Currach Átha) — деревня в Ирландии, находится в графстве Мит (провинция Ленстер) в четырёх километрах от Ратота. Название поселения в переводе с ирландского языка означает «Заболоченная местность». В деревне имеется одна школа и два магазина.